# División de Dera Ghazi Khan
La división de Dera Ghazi Khan (en urdu: ڈیرہ غازی خان ڈویژن) es una subdivisión administrativa de la provincia de Punyab, en Pakistán. En 2017, contaba con 11 000 000 de habitantes, y su capital es Dera Ghazi Khan.
Como todas las divisiones pakistaníes, fue derogada en 2000 y luego restablecida en 2008.
La división reagrupa los distritos siguientes:
- Dera Ghazi Khan
- Layyah
- Muzaffargarh
- Rajanpur